# Girabola de 2001
O Girabola de 2001 foi a 23ª temporada do Campeonato Nacional de Seniores, o principal campeonato de futebol em Angola. A temporada correu entre 17 de Março e 16 de Dezembro de 2001. Petro de Luanda disputou o campeonato como defensor do título.[carece de fontes?] e conseguiu manter sua hegemonia, sendo coroado campeão, e vencendo o seu 13º título, enquanto que o Bravos do Maquis, Primeiro de Maio e Progresso do Sambizanga, foram despromovidos.[carece de fontes?]
O campeonato foi disputado por um total de 14 equipas, onde as últimas 3 foram despromovidas para o Gira Angola de 2002.[carece de fontes?]
Flávio Amado do Petro de Luanda terminou o campeonato como maior marcador, com um total de 23 golos.

## Mudanças
Despromovidos em 2000: ARA da Gabela, Sporting Cabinda e Sporting do Bié.[carece de fontes?] 

Promovidos em 2000: Benfica do Lubango, Primeiro de Maio e Progresso do Sambizanga.[carece de fontes?]

## Participantes
Um total de 14 equipas participaram desta edição do campeonato, foram elas:[carece de fontes?]
- Académica do Lobito
- ASA
- Benfica de Luanda
- Benfica do Lubango
- Bravos do Maquis
- FC de Cabinda
- Interclube
- Petro de Luanda
- Petro do Huambo
- Primeiro de Agosto
- Primeiro de Maio
- Progresso do Sambizanga
- Sagrada Esperança
- Sonangol do Namibe

## Formato
O Girabola de 2001 foi disputado por quatorze clubes em dois turnos. Em cada turno, todos os times jogaram entre si uma única vez. Não há campeões por turnos, sendo declarado campeão angolano o time que obtiver o maior número de pontos após as 26 jornadas. Ao final da competição, o campeão assegurou uma vaga na Liga dos Campeões da CAF de 2002, o vice-campeão, por sua vez, classificou-se à Copa da CAF de 2002, e os três últimos foram despromovidos para a Girangola do ano seguinte. As demais equipas permanecem na divisão principal de futebol do ano de 2002.[carece de fontes?]

## Classificação
| Pos | Equipe                      | Pts | J  | V  | E  | D  | GP | GC | SG  | Classificação ou descenso                            |
| --- | --------------------------- | --- | -- | -- | -- | -- | -- | -- | --- | ---------------------------------------------------- |
| 1   | Petro de Luanda (C)         | 57  | 26 | 17 | 6  | 3  | 60 | 20 | +40 | Qualificação para a Liga dos Campeões da CAF de 2002 |
| 2   | ASA                         | 50  | 26 | 15 | 5  | 6  | 55 | 27 | +28 | Qualificação para a Copa da CAF de 2002              |
| 3   | Petro do Huambo             | 42  | 26 | 12 | 6  | 8  | 31 | 30 | +1  |                                                      |
| 4   | Académica do Lobito         | 41  | 26 | 11 | 8  | 7  | 25 | 23 | +2  |                                                      |
| 5   | Interclube                  | 36  | 26 | 9  | 9  | 8  | 24 | 23 | +1  |                                                      |
| 6   | Sagrada Esperança           | 36  | 26 | 9  | 9  | 8  | 20 | 22 | −2  |                                                      |
| 7   | Primeiro de Agosto          | 34  | 26 | 8  | 10 | 8  | 27 | 24 | +3  |                                                      |
| 8   | Benfica do Lubango          | 34  | 26 | 10 | 4  | 12 | 23 | 29 | −6  |                                                      |
| 9   | Benfica de Luanda           | 32  | 26 | 8  | 8  | 10 | 37 | 33 | +4  |                                                      |
| 10  | Sonangol do Namibe          | 32  | 26 | 9  | 5  | 12 | 17 | 28 | −11 |                                                      |
| 11  | FC de Cabinda               | 30  | 26 | 8  | 6  | 12 | 30 | 32 | −2  |                                                      |
| 12  | Progresso do Sambizanga (R) | 25  | 26 | 4  | 13 | 9  | 19 | 31 | −12 | Despromovidos para o Girangola de 2002.              |
| 13  | Bravos do Maquis (R)        | 24  | 26 | 5  | 9  | 12 | 29 | 44 | −15 | Despromovidos para o Girangola de 2002.              |
| 14  | Primeiro de Maio (R)        | 21  | 26 | 5  | 6  | 15 | 13 | 44 | −31 | Despromovidos para o Girangola de 2002.              |

1. ↑  Nome posteriormente mudado para Atlético do Namibe

## Resultados
| Mandante \ Visitante    | ACL | ASA | BEN | BLB | BRA | FCC | INT | PET | PHU | PRI | MAI | PRO | SAG | SON |
| ----------------------- | --- | --- | --- | --- | --- | --- | --- | --- | --- | --- | --- | --- | --- | --- |
| Académica do Lobito     | —   | 0–0 | 1–0 | 2–0 | 1–0 | 2–1 | 0–0 | 1–0 | 2–1 | 0–1 | 3–0 | 0–0 | 0–0 | 1–0 |
| ASA                     | 5–1 | —   | 2–6 | 1–0 | 6–2 | 2–1 | 2–1 | 1–1 | 3–0 | 2–1 | 5–1 | 6–0 | 1–0 | 5–1 |
| Benfica de Luanda       | 0–2 | 1–0 | —   | 3–1 | 4–2 | 5–2 | 0–0 | 2–3 | 0–0 | 3–2 | 3–1 | 0–1 | 0–1 | 0–2 |
| Benfica do Lubango      | 2–0 | 1–2 | 1–0 | —   | 3–2 | 2–1 | 1–0 | 0–0 | 2–2 | 1–0 | 2–0 | 2–1 | 2–1 | 0–0 |
| Bravos do Maquis        | 1–1 | 2–3 | 3–2 | 0–0 | —   | 3–0 | 0–0 | 2–3 | 1–0 | 1–1 | 1–0 | 0–0 | 0–0 | 1–0 |
| FC de Cabinda           | 2–3 | 0–3 | 0–0 | 2–0 | 3–0 | —   | 1–1 | 2–0 | 2–0 | 2–1 | 4–0 | 0–0 | 0–0 | 3–1 |
| Interclube              | 0–1 | 2–1 | 1–1 | 2–1 | 1–0 | 1–0 | —   | 0–2 | 3–1 | 1–0 | 0–1 | 1–1 | 1–0 | 1–0 |
| Petro de Luanda         | 5–2 | 1–1 | 1–1 | 1–0 | 6–4 | 1–0 | 2–1 | —   | 7–0 | 2–0 | 7–0 | 0–0 | 4–0 | 3–0 |
| Petro do Huambo         | 1–0 | 0–3 | 0–0 | 5–1 | 3–0 | 1–1 | 0–0 | 1–3 | —   | 1–0 | 1–0 | 3–2 | 3–0 | 2–0 |
| Primeiro de Agosto      | 1–1 | 1–0 | 0–0 | 1–0 | 1–1 | 2–0 | 3–2 | 1–1 | 0–0 | —   | 3–0 | 0–0 | 1–1 | 2–0 |
| Primeiro de Maio        | 0–0 | 1–0 | 1–1 | 1–0 | 3–1 | 0–1 | 1–1 | 0–2 | 0–2 | 1–1 | —   | 0–0 | 0–2 | 1–0 |
| Progresso do Sambizanga | 1–1 | 2–0 | 1–3 | 0–1 | 1–1 | 2–2 | 4–3 | 0–2 | 0–1 | 1–2 | 0–0 | —   | 1–1 | 0–0 |
| Sagrada Esperança       | 1–0 | 0–0 | 3–2 | 1–0 | 1–1 | 1–0 | 0–0 | 1–0 | 0–1 | 1–0 | 3–1 | 0–1 | —   | 0–1 |
| Sonangol do Namibe      | 1–0 | 0–0 | 2–0 | 1–0 | 1–0 | 1–0 | 0–1 | 0–3 | 0–2 | 2–2 | 1–0 | 2–0 | 1–1 | —   |

## Estatísticas

### Artilharia
O jogador Flávio Amado, do Petro Luanda, foi o artilheiro ao final da temporada, tendo marcado 23 golos.
| Pos. | Marcador | Clube        | Golos |
| ---- | -------- | ------------ | ----- |
| 1    | Flávio   | Petro Luanda | 23    |
| 2    | Adolfo   | FC Cabinda   | 20    |
| 3    | Love     | ASA          | 17    |

| Girabola de 2000                                  |
| ------------------------------------------------- |
|                                                   |
| Atlético Petróleos de Luanda Campeão (13º título) |